# Blake McIver Ewing
Blake McIver Ewing (27 de março de 1985) é um ator estadunidense. Ewing também retratou o papel de Waldo em 1994 na versão do longa-metragem The Little Rascals. Também foi a voz de Eugene em Hey Arnold. Blake escreveu e co-realizou a canção "Along the River", para o filme End of the Spear. Blake é homossexual assumido e atualmente vive com seu atual marido nos Estados Unidos. 

## Filmografia

### Filmes
| Ano  | Filme                                    | Papel                       |
| ---- | ---------------------------------------- | --------------------------- |
| 1993 | Calendar Girl                            | Ned aos seis anos de Idade  |
| 1994 | The Little Rascals                       | Waldo Aloysius Johnston III |
| 1995 | Gordy                                    | Porquinho (voz)             |
| 1995 | Tom and Huck                             | Taverner                    |
| 1996 | Problem Child 3                          | Korky McCallum              |
| 2000 | The Little Mermaid II: Return to the Sea | Boy #1 (voz)                |
| 2002 | Hey Arnold! The Movie                    | Eugene Horowitz (voz)       |
| 2004 | Raising Helen                            | Church Choir                |

### Televisão
| Ano       | Título               | Personagem | Outras Notas       |
| --------- | -------------------- | ---------- | ------------------ |
| 1992-1995 | Full House           | Derek Boyd | (Nove episódios)   |
| 1993      | Home Improvements    | Choir Boy  | (Um episódio)      |
| 1995-1996 | Minor Adjustments    | Duncan     | (Quatro episódios) |
| 1997      | Clueless             | Cody       | (Um episódio)      |
| 1999-2000 | Recess               | Menlow     | (Dois episódios)   |
| 2000      | The Drew Carrey Show | Wolfgang   | (Um episódio)      |